# هوفهايم أم تاونوس
هوفهايم أم تانوس (بالألمانية: Hofheim, Hesse) هي عاصمة لمقاطعة وبلدة ألمانية في ماين-تاونوس.

## المدن التوأمة
مدن شينون، تيفيرتون (ديفون)، بوتشينو (إيطاليا) و بروش غدانسكي [الإنجليزية] هي مدن توأمة لـهوفهايم ام تانوس.

## الجغرافيا

### المناخ
| البيانات المناخية لـهوفهايم آم تاونوس (1991-2020) | البيانات المناخية لـهوفهايم آم تاونوس (1991-2020) | البيانات المناخية لـهوفهايم آم تاونوس (1991-2020) | البيانات المناخية لـهوفهايم آم تاونوس (1991-2020) | البيانات المناخية لـهوفهايم آم تاونوس (1991-2020) | البيانات المناخية لـهوفهايم آم تاونوس (1991-2020) | البيانات المناخية لـهوفهايم آم تاونوس (1991-2020) | البيانات المناخية لـهوفهايم آم تاونوس (1991-2020) | البيانات المناخية لـهوفهايم آم تاونوس (1991-2020) | البيانات المناخية لـهوفهايم آم تاونوس (1991-2020) | البيانات المناخية لـهوفهايم آم تاونوس (1991-2020) | البيانات المناخية لـهوفهايم آم تاونوس (1991-2020) | البيانات المناخية لـهوفهايم آم تاونوس (1991-2020) | البيانات المناخية لـهوفهايم آم تاونوس (1991-2020) |
| الشهر                                             | يناير                                             | فبراير                                            | مارس                                              | أبريل                                             | مايو                                              | يونيو                                             | يوليو                                             | أغسطس                                             | سبتمبر                                            | أكتوبر                                            | نوفمبر                                            | ديسمبر                                            | المعدل السنوي                                     |
| ------------------------------------------------- | ------------------------------------------------- | ------------------------------------------------- | ------------------------------------------------- | ------------------------------------------------- | ------------------------------------------------- | ------------------------------------------------- | ------------------------------------------------- | ------------------------------------------------- | ------------------------------------------------- | ------------------------------------------------- | ------------------------------------------------- | ------------------------------------------------- | ------------------------------------------------- |
| الدرجة القصوى °م (°ف)                             | 15.9 (60.6)                                       | 19.1 (66.4)                                       | 24.7 (76.5)                                       | 30.3 (86.5)                                       | 33.2 (91.8)                                       | 39.3 (102.7)                                      | 40.1 (104.2)                                      | 38.7 (101.7)                                      | 32.8 (91.0)                                       | 28.0 (82.4)                                       | 22.6 (72.7)                                       | 16.3 (61.3)                                       | 40.1 (104.2)                                      |
| متوسط درجة الحرارة الكبرى °م (°ف)                 | 4.9 (40.8)                                        | 6.6 (43.9)                                        | 11.4 (52.5)                                       | 16.5 (61.7)                                       | 20.4 (68.7)                                       | 23.9 (75.0)                                       | 26.1 (79.0)                                       | 25.7 (78.3)                                       | 20.8 (69.4)                                       | 14.8 (58.6)                                       | 8.9 (48.0)                                        | 5.5 (41.9)                                        | 15.5 (59.9)                                       |
| المتوسط اليومي °م (°ف)                            | 2.3 (36.1)                                        | 3.1 (37.6)                                        | 6.8 (44.2)                                        | 11.1 (52.0)                                       | 15.1 (59.2)                                       | 18.5 (65.3)                                       | 20.5 (68.9)                                       | 20.0 (68.0)                                       | 15.5 (59.9)                                       | 10.7 (51.3)                                       | 6.1 (43.0)                                        | 3.1 (37.6)                                        | 11.1 (52.0)                                       |
| متوسط درجة الحرارة الصغرى °م (°ف)                 | −0.5 (31.1)                                       | −0.4 (31.3)                                       | 2.2 (36.0)                                        | 5.4 (41.7)                                        | 9.3 (48.7)                                        | 12.8 (55.0)                                       | 14.8 (58.6)                                       | 14.4 (57.9)                                       | 10.6 (51.1)                                       | 6.7 (44.1)                                        | 3.2 (37.8)                                        | 0.4 (32.7)                                        | 6.6 (43.9)                                        |
| أدنى درجة حرارة °م (°ف)                           | −21.6 (−6.9)                                      | −19.6 (−3.3)                                      | −13.0 (8.6)                                       | −7.1 (19.2)                                       | −2.8 (27.0)                                       | 0.1 (32.2)                                        | 2.8 (37.0)                                        | 2.5 (36.5)                                        | −0.3 (31.5)                                       | −6.3 (20.7)                                       | −11.5 (11.3)                                      | −17.0 (1.4)                                       | −21.6 (−6.9)                                      |
| الهطول مم (إنش)                                   | 44.0 (1.73)                                       | 39.0 (1.54)                                       | 39.0 (1.54)                                       | 37.0 (1.46)                                       | 60.0 (2.36)                                       | 55.0 (2.17)                                       | 63.0 (2.48)                                       | 61.0 (2.40)                                       | 48.0 (1.89)                                       | 50.0 (1.97)                                       | 47.0 (1.85)                                       | 55.0 (2.17)                                       | 598.0 (23.54)                                     |
| المصدر: Hofheim am Taunus Wetter und Klima        |                                                   |                                                   |                                                   |                                                   |                                                   |                                                   |                                                   |                                                   |                                                   |                                                   |                                                   |                                                   |                                                   |

## أعلام
- يورغن هارت
- ديتريش شميت
- بيرثولد فاوست